# Reinoud de Vichiers
Reinoud de Vichiers (overleden: 1256) was de 19de grootmeester van de Orde van de Tempeliers en vervulde deze positie tot aan zijn dood. Hij nam de positie in 1250 over van de gesneuvelde Willem van Sonnac. Renaud de Vichiers was een bekende van Lodewijk IX van Frankrijk en het was ook aan zijn invloed te danken dat de Vichiers tot grootmeester werd verkozen. Echter, toen hij grootmeester was had hij met Lodewijk een meningsverschil over Hugo de Jouy, een persoon met een hoge functie binnen de orde (veldmaarschalk). Het resulteerde uiteindelijk in de verbanning van de Jouy. In 1256 overleed de Vichiers en werd opgevolgd door Thomas Bérard.